# Clathria reticulata
Clathria reticulata är en svampdjursart som först beskrevs av Lendenfeld 1888.  Clathria reticulata ingår i släktet Clathria och familjen Microcionidae. Inga underarter finns listade i Catalogue of Life.